# Aeonium ciliatum
Aeonium ciliatum är en fetbladsväxtart som först beskrevs av Carl Ludwig von Willdenow, och fick sitt nu gällande namn av Philip Barker Webb och Berth.. Aeonium ciliatum ingår i släktet Aeonium och familjen fetbladsväxter. Inga underarter finns listade i Catalogue of Life.

## Bildgalleri

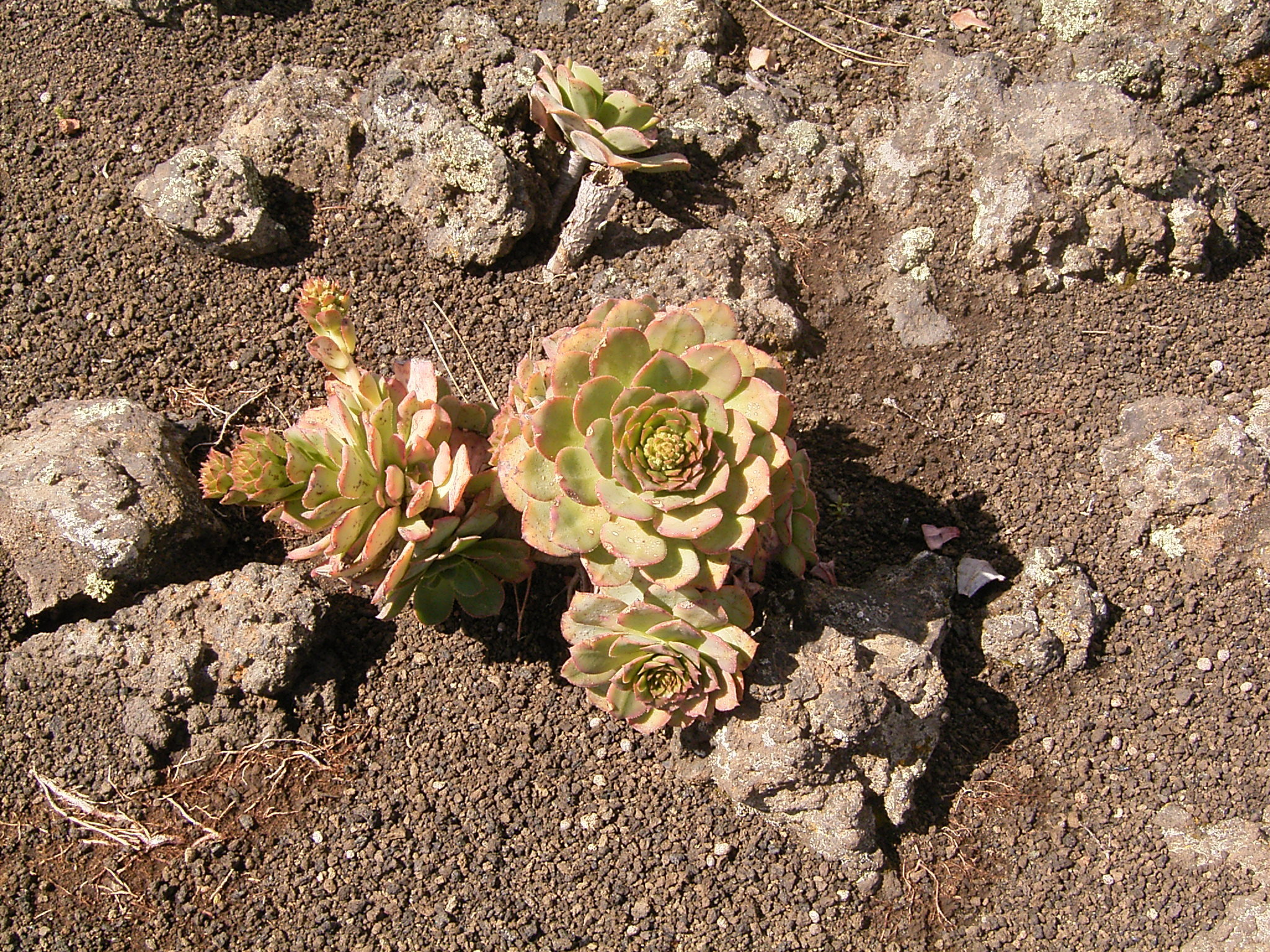
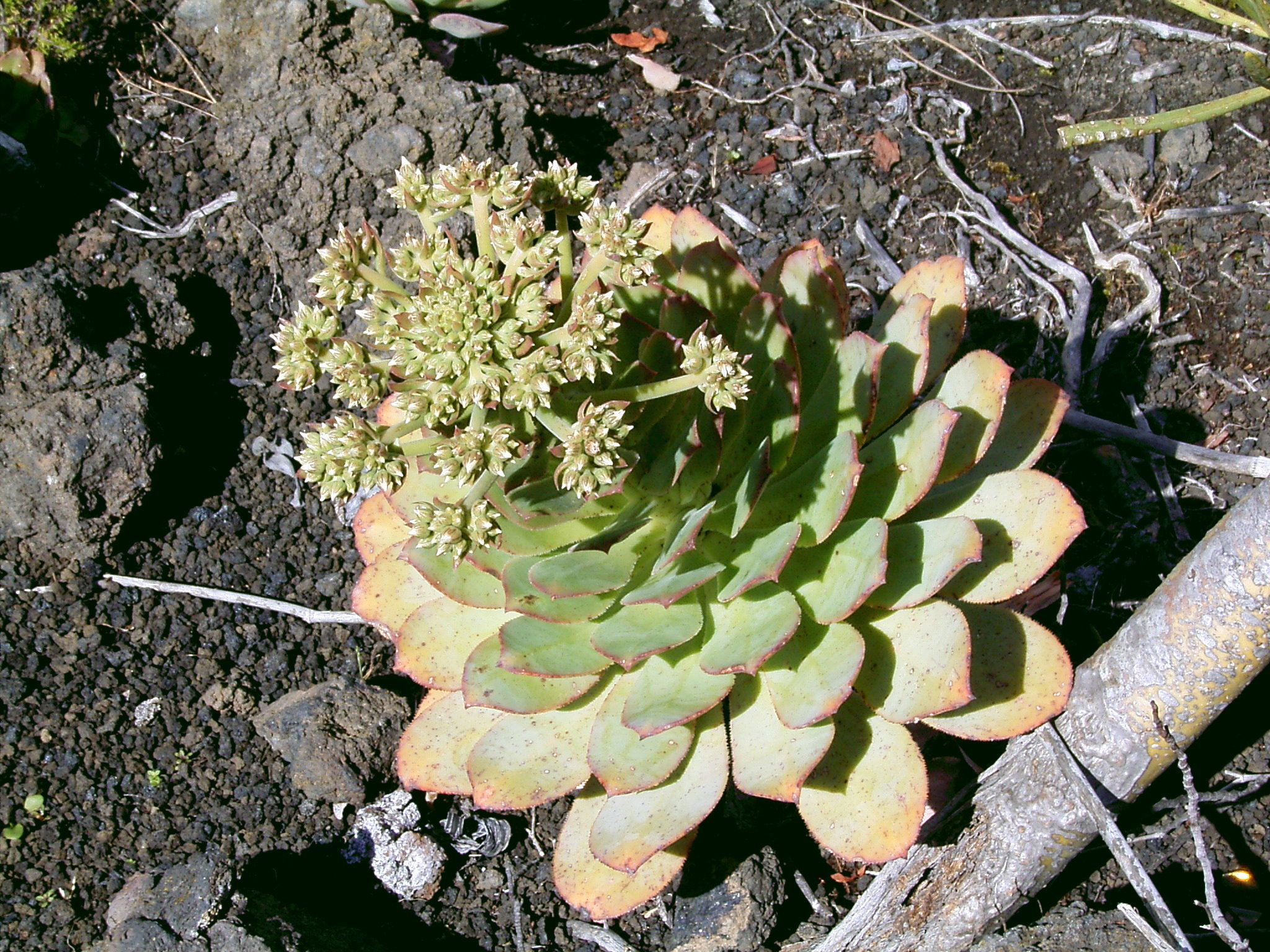
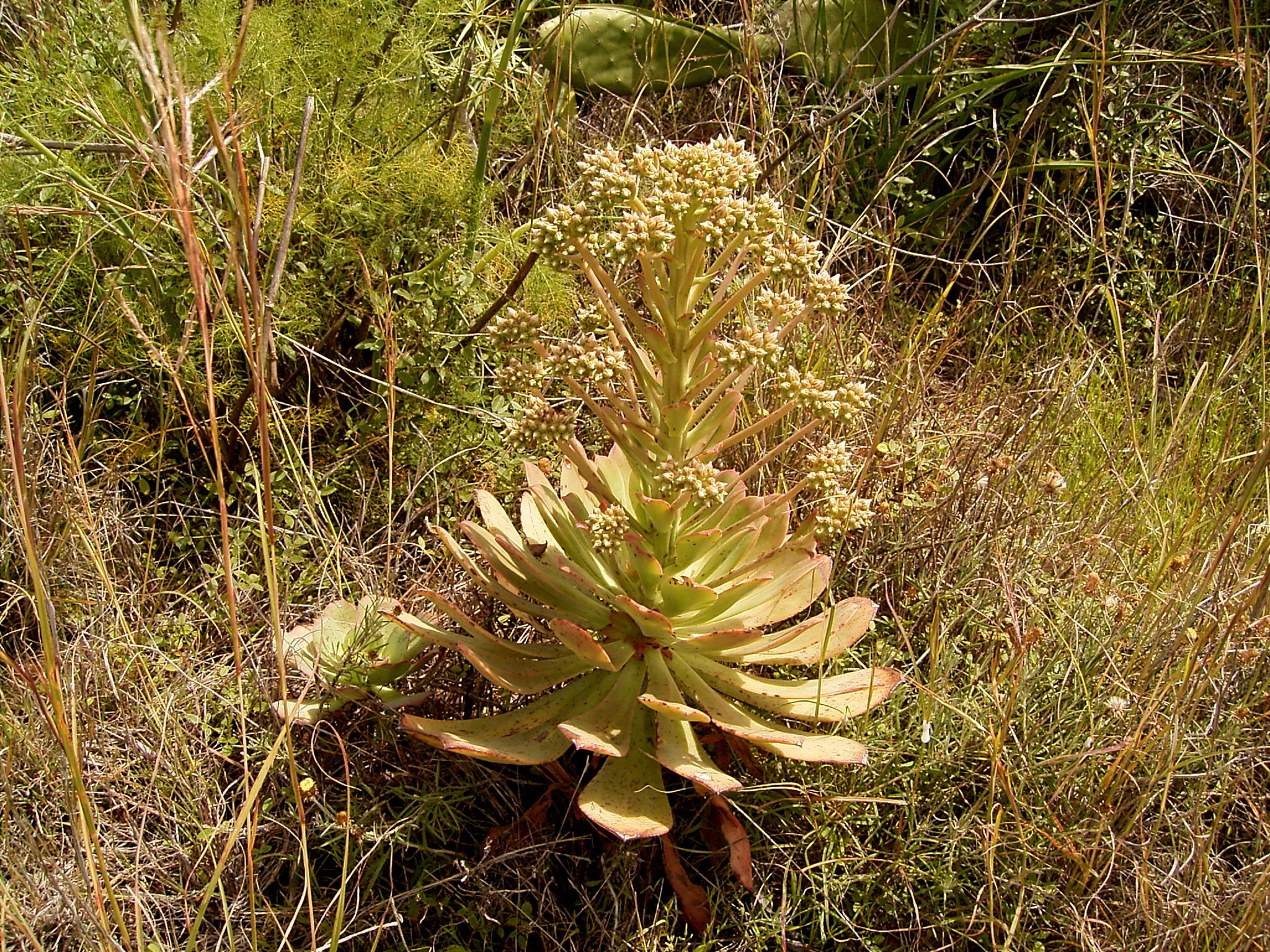
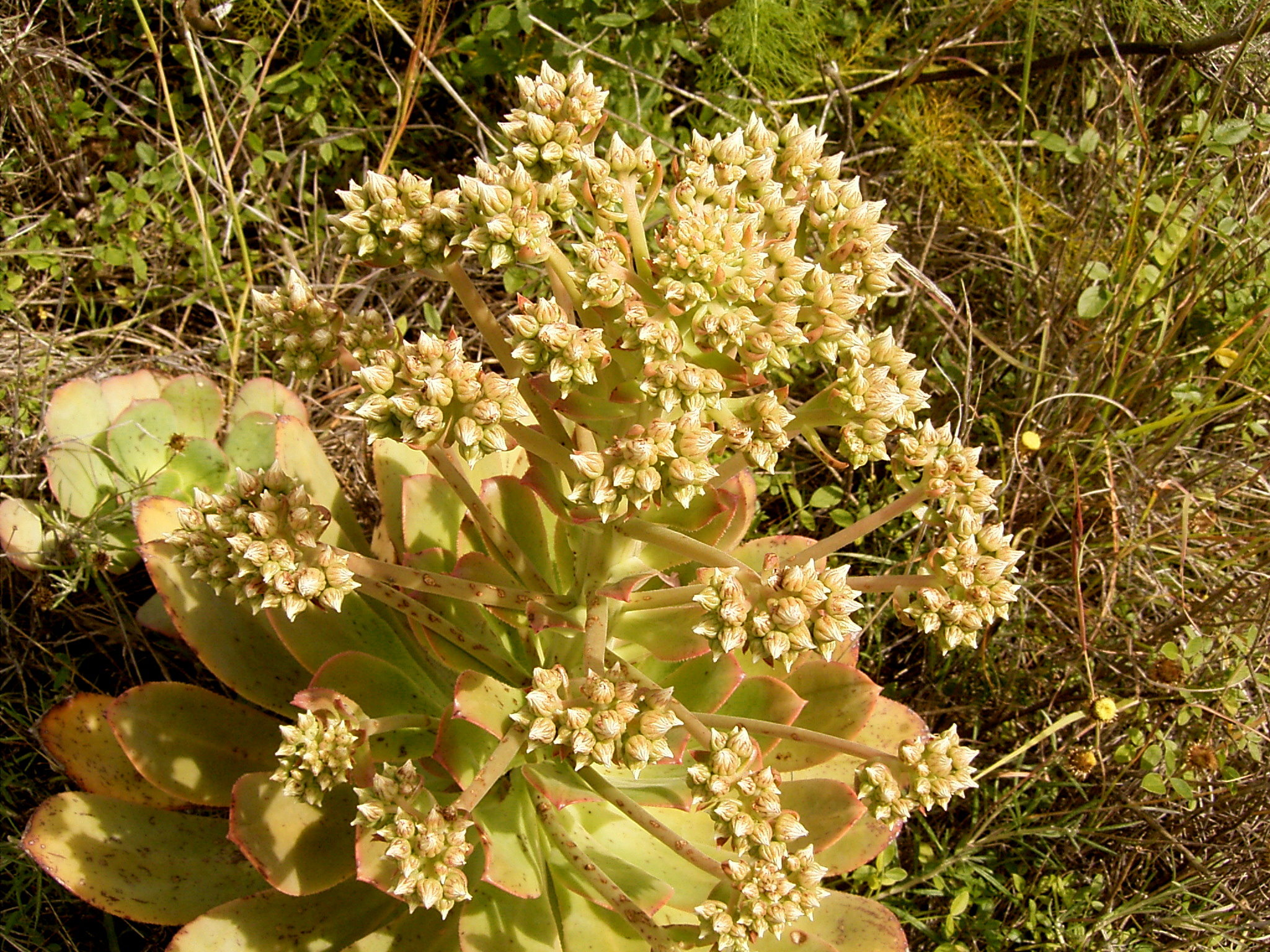
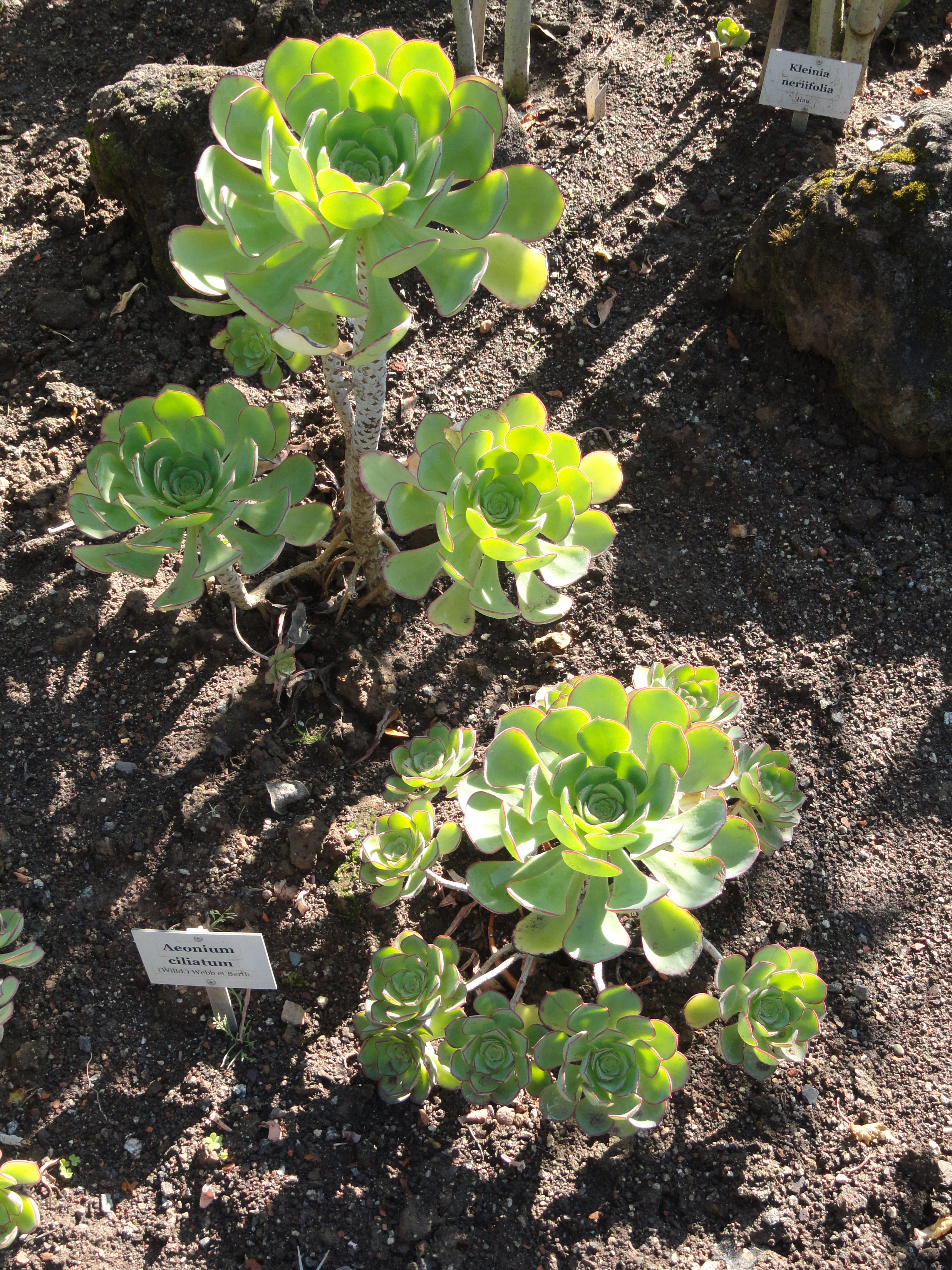
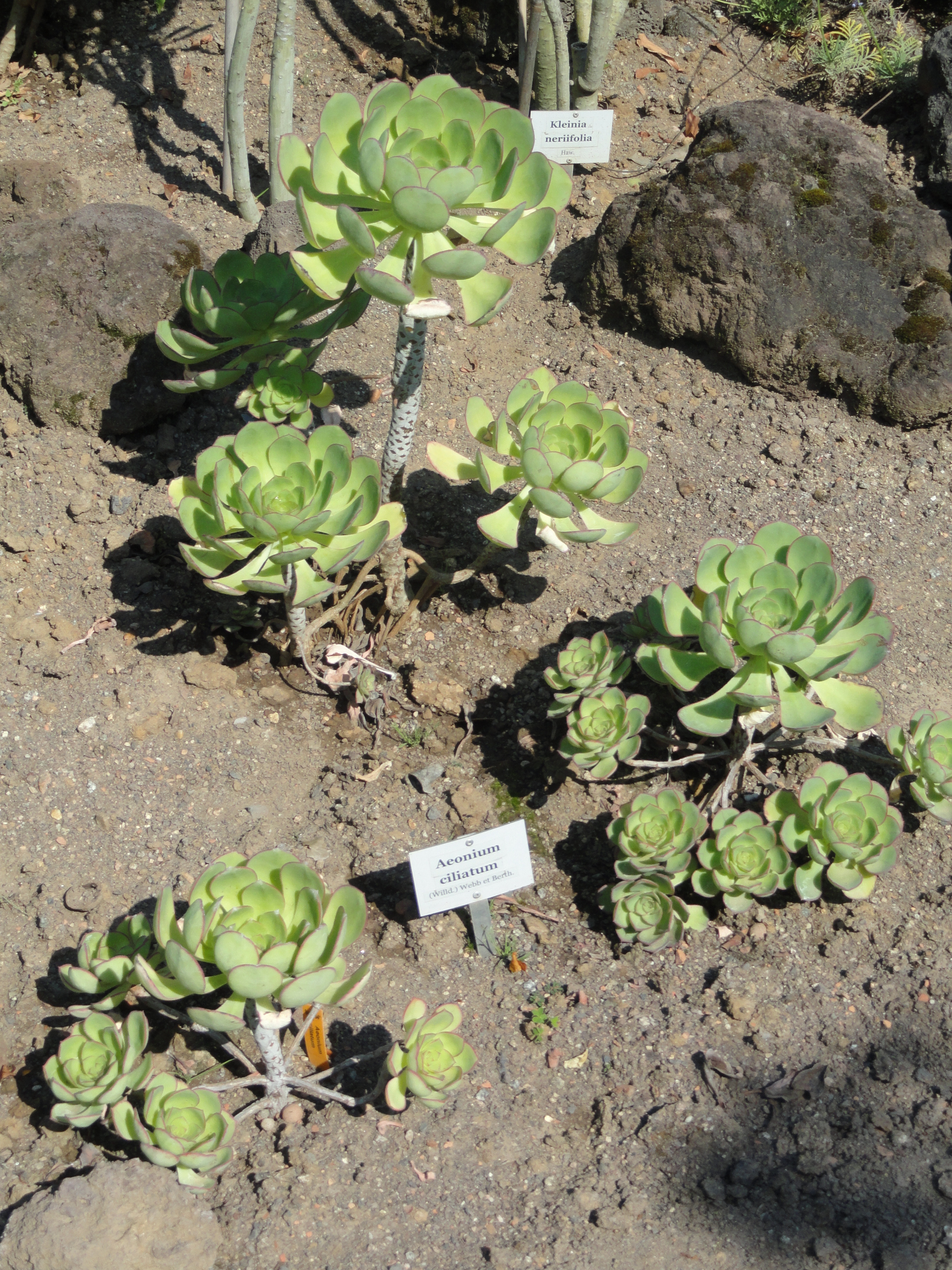
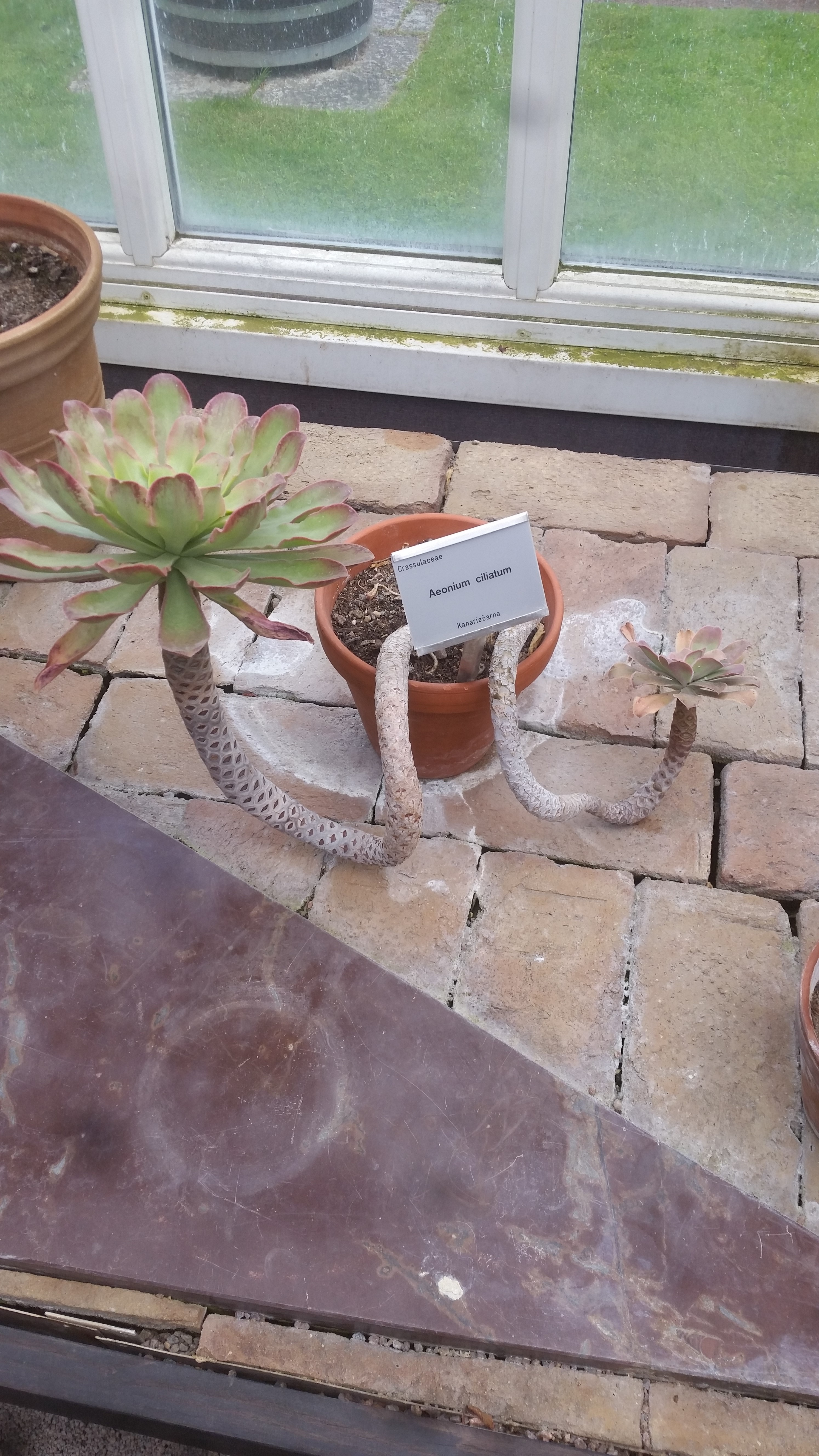